# Atletismo nos Jogos Europeus de 2023
Os eventos de Atletismo nos Jogos Europeus de 2023 em Cracóvia, na Polônia foram disputados entre 20 a 25 de junho de 2023 no Stadion Śląski, Chorzów. Ao todo, 2000 atletas participaram em 37 eventos, divididos equitativamente em 18 competições entre ambos os gêneros, além de um misto. Todos os Comitês Olímpicos Nacionais participantes foram separados em três divisões, da primeira a terceira, cada uma sendo composta por 16.
Após um acordo entre a Associação Europeia de Atletismo e os Comitês Olímpicos Europeus, estes eventos dos Jogos Europeus foram adicionados ao Campeonato da Europa de Nações que aconteceria em Madrid, todavia, após a fusão, ambos os eventos foram reunidos e competidos na Polônia.

## Formato da competição
Ao contrário das edições anteriores, foram atribuídas medalhas individuais de ouro, prata e bronze, além das medalhas e taça na competição por equipas no âmbito do programa dos Jogos Europeus de 2023. As medalhas individuais foram decididas com base nos melhores desempenhos nas três divisões, e os vencedores e medalhistas nos eventos individuais descritos como medalhistas dos Jogos Europeus.
Nos campeonatos, as provas de 100 metros a 800 metros foram disputadas em duas baterias, com tempos combinados em uma única tabela para fins de pontuação no Campeonato da Europa de Nações e colocação de medalhas nos Jogos Europeus. Os oficiais indicaram que a versão de 16 equipes do Campeonato de Nações se tornará uma inclusão permanente no programa dos Jogos Europeus, retornando em 2027, enquanto os eventos de equipes independentes serão realizados no meio do ciclo dos Jogos Europeus.
A competição fora composta por três divisões, em vez de quatro ligas, com base nos resultados do Campeonato da Europa de Nações de 2021. A 1ª Divisão competiu nas sessões noturnas de 23 a 25 de junho, enquanto a 3ª Divisão nas sessões matinais e a 2ª Divisão nas sessões noturnas de 20 a 22 de junho.
Houve apenas 37 eventos em 2023 e não 40 como antes: os revezamentos 4 × 400 m, masculino e feminino, foram cancelados e substituídos por um revezamento misto recém-introduzido que encerrará os campeonatos.
Como resultado da Invasão da Ucrânia pela Rússia, equipes tanto da Rússia quanto Bielorrússia, na época, estavam proibidas de competirem no Campeonato da Europa de Nações de 2023.

## Calendário
Dentro dos Jogos Europeus de 2023
| OC | Cerimônia de abertura | ● | Competições | 1 | Finais | CC | Cerimônia de encerramento |

| Junho/Julho                    | 20 Ter                   | 21 Qua                   | 22 Qui                   | 23 Sex                         | 24 Sáb                         | 25 Dom                         | 26 Seg | 27 Ter | 28 Qua | 29 Qui | 30 Sex | 1 Sáb | 2 Dom | Eventos totais |
| ------------------------------ | ------------------------ | ------------------------ | ------------------------ | ------------------------------ | ------------------------------ | ------------------------------ | ------ | ------ | ------ | ------ | ------ | ----- | ----- | -------------- |
| Cerimônias                     |                          | OC                       |                          |                                |                                |                                |        |        |        |        |        |       | CC    |                |
| Atletismo Campeonato de Nações | ●                        | ●                        | ●                        | 12                             | 13                             | 12 \|                          |        |        |        |        |        |       |       | 37+ 1 Equipe   |
| Atletismo Campeonato de Nações | Terceira divisão (manhã) | Terceira divisão (manhã) | Terceira divisão (manhã) | Primeira divisão (dia inteiro) | Primeira divisão (dia inteiro) | Primeira divisão (dia inteiro) |        |        |        |        |        |       |       | 37+ 1 Equipe   |
| Atletismo Campeonato de Nações | Segunda divisão (tarde)  |                          |                          | Primeira divisão (dia inteiro) | Primeira divisão (dia inteiro) | Primeira divisão (dia inteiro) |        |        |        |        |        |       |       | 37+ 1 Equipe   |

## Nações participantes
Ao todo, 48 CONs tiveram atletas classificados ao evento; estes foram divididos em três grupos, cada um composto por 16 nações.

### Primeira Divisão
- Bélgica
- Chéquia
- Finlândia
- França
- Alemanha
- Grã-Bretanha
- Grécia
- Itália
- Países Baixos
- Noruega[11]
- Polónia
- Portugal
- Espanha
- Suécia
- Suíça
- Turquia

### Segunda Divisão
- Bulgária
- Croácia
- Chipre
- Dinamarca
- Estónia
- Hungria
- Islândia
- Letônia
- Lituânia
- Luxemburgo[12]
- Moldávia
- Roménia
- Sérvia
- Eslováquia
- Eslovênia
- Ucrânia

### Terceira Divisão
- AASSE*
- Albânia
- Andorra
- Armênia
- Áustria
- Azerbaijão
- Bósnia e Herzegovina
- Geórgia
- Irlanda
- Israel
- Kosovo
- Malta
- Macedônia do Norte
- Montenegro
- San Marino

 (*) O Athletic Association of Small States of Europe (AASSE) é composto por atletas de Gibraltar, Liechtenstein e Mônaco. 

## Resumo de medalhas

### Medalhistas
Medalhistas recebem suas medalhas após a conclusão das disputas da Primeira Divisão. Atletas são elegíveis em todas as três divisões, aquele com o melhor resultado garantiu a medalha de ouro.
| Eventos               | Ouro                                                                       | Ouro     | Prata                                                                     | Prata           | Bronze                                                       | Bronze      |
| --------------------- | -------------------------------------------------------------------------- | -------- | ------------------------------------------------------------------------- | --------------- | ------------------------------------------------------------ | ----------- |
| 100 m                 | Samuele Ceccarelli · Itália                                                | 10.13    | Raphael Bouju · Países Baixos                                             | 10.14           | Jeremiah Azu · Reino Unido                                   | 10.16       |
| 200 m                 | Ryan Zeze · França                                                         | 20.29    | Albert Komański · Polónia                                                 | 20.50           | Jeremiah Azu · Reino Unido                                   | 20.53       |
| 400 m                 | Håvard Bentdal Ingvaldsen · Noruega                                        | 44.88    | João Coelho · Portugal                                                    | 45.05           | Liemarvin Bonavecia · Países Baixos                          | 45.06       |
| 800 m                 | Ramon Wipfli · Suíça                                                       | 1:46.73  | Filip Snejdr · Chéquia                                                    | 1:46.84         | Mehmet Celik · Turquia                                       | 1:46.84     |
| 1 500 m               | Mohamed Katir · Espanha                                                    | 3:36.95  | Isaac Nader · Portugal                                                    | 3:37.37         | Niels Laros · Países Baixos                                  | 3:37.59     |
| 5 000 m               | Thierry Ndikumwenayo · Espanha                                             | 13:25.48 | Andreas Almgren · Suécia                                                  | 13:25.70        | Yemaneberhan Crippa · Itália                                 | 13:25.70    |
| 3 000 m               | Daniel Arce · Espanha                                                      | 8:25.88  | Emil Blomberg · Suécia                                                    | 8:26.27         | Zak Seddon · Reino Unido                                     | 8:27.42     |
| 110 m com barreiras   | Jason Joseph · Suíça                                                       | 13.12    | Milan Trajkovic · Chipre                                                  | 13.38           | Enrique Llopis · Espanha                                     | 13.44       |
| 400 m com barreiras   | Alessandro Sibilio · Itália                                                | 48.14    | Rasmus Mägi · Estónia                                                     | 48.63           | İsmail Nezir · Turquia                                       | 48.84       |
| 4 × 100 m             | Alemanha · Julian Wagner · Marvin Schulte · Joshua Hartmann · Yannick Wolf | 38.34    | Itália · Lorenzo Patta · Samuele Ceccarelli · Marco Ricci · Filippo Tortu | 38.47           | França · Dylan Rigot · Jeff Erius · Ryan Zeze · Jimmy Vicaut | 38.51       |
| Salto em altura       | Gianmarco Tamberi · Itália                                                 | 2.29     | Thomas Carmoy · Estónia                                                   | Thomas Carmoy = | Norbert Kobielski · Turquia                                  |             |
| Salto com vara        | Menno Vloon · Itália                                                       | 5.85     | Emmanouil Karalis · Bélgica                                               | 2.29            | Thibaut Collet · Polónia                                     | 2.26        |
| Salto em distância    | Miltiadis Tentoglou · Grécia                                               | 8.34     | Mattia Furlani · Itália                                                   | 7.97            | Simon Ehammer · Suíça                                        | 7.95        |
| Salto triplo          | Tobia Bocchi · Itália                                                      | 16.84    | Necati Er · Turquia                                                       | 16.71           | Vladyslav Shepeliev · Ucrânia                                | 16.67 EU23L |
| Arremesso de peso     | Zane Weir · Itália                                                         | 21.59    | Filip Mihaljević · Croácia                                                | 21.33           | Scott Lincoln · Reino Unido                                  | 21.10       |
| Lançamento de disco   | Kristjan Čeh · Eslovênia                                                   | 69.94    | Daniel Ståhl · Suécia                                                     | 67.25           | Andrius Gudžius Predefinição:LUT                             | 64.94       |
| Lançamento de martelo | Wojciech Nowicki · Polónia                                                 | 79.61    | Mykhaylo Kokhan · Ucrânia                                                 | 77.03           | Thomas Mardal · Noruega                                      | 76.50       |
| Lançamento de dardo   | Julian Weber · Reino Unido                                                 | 86.26    | Edis Matusevičius · Lituânia                                              | 84.22           | Artur Felfner · Ucrânia                                      | 82.24       |

| Evento    | Ouro      | Ouro       | Prata     | Prata   | Bronze    | Bronze  |
| --------- | --------- | ---------- | --------- | ------- | --------- | ------- |
| 4 × 400 m | Chéquia · | 3:12.34 CR | Polónia · | 3:12.87 | Bélgica · | 3:12.97 |

| Eventos               | Ouro                                                                     | Ouro        | Prata                                                                                     | Prata    | Bronze                                                              | Bronze   |
| --------------------- | ------------------------------------------------------------------------ | ----------- | ----------------------------------------------------------------------------------------- | -------- | ------------------------------------------------------------------- | -------- |
| 100 m                 | Ewa Swoboda · Polónia                                                    | 11.09       | Rani Rosius · Bélgica                                                                     | 11.20    | N'Ketia Seedo · Países Baixos                                       | 11.24    |
| 200 m                 | Lieke Klaver · Países Baixos                                             | 22.46       | Olivia Fotopoulou · Chipre                                                                | 22.71    | Bianca Williams · Reino Unido                                       | 22.75    |
| 400 m                 | Femke Bol · Países Baixos                                                | 49.82       | Natalia Kaczmarek · Polónia                                                               | 50.34    | Andrea Miklós · Roménia                                             | 50.67    |
| 800 m                 | Natalia Krol · Ucrânia                                                   | 1:59.77     | Bianka Kéri · Hungria                                                                     | 1:59.80  | Gabriela Gajanováa · Eslováquia                                     | 1:59.92  |
| 1 500 m               | Claudia Mihaela Bobocea · Roménia                                        | 4:08.68     | Vera Hoffmann · Luxemburgo                                                                | 4:08.78  | Gabija Galvydytė · Lituânia                                         | 4:09.48  |
| 5 000 m               | Agate Caune · Letônia                                                    | 15:15.21    | Nadia Battocletti · Itália                                                                | 15:25.09 | Hannah Nuttall · Reino Unido                                        | 15:29.49 |
| 3 000 m               | Luiza Gega · Albânia                                                     | 9:17:31 CR  | Maruša Mišmaš-Zrimšek · Eslovênia                                                         | 9:23.41  | Greta Karinauskaitė · Lituânia                                      | 9:28.48  |
| 100 m com barreiras   | Pia Skrzyszowska · Polónia                                               | 12.77 EU23L | Nadine Visser · Países Baixos                                                             | 12.81    | Sarah Lavin · Irlanda                                               | 12.82    |
| 400 m com barreiras   | Carolina Krafzik · Alemanha                                              | 54.47       | Ayomide Folorunso · Itália                                                                | 54.79    | Cathelijn Peeters · Países Baixos                                   | 54.97    |
| 4 × 100 m             | Países Baixos · N'Ketia Seedo · Lieke Klaver · Jamile Samuel · Tasa Jiya | 42.61 EL    | Polónia · Marika Popowicz-Drapała · Monika Romaszko · Magdalena Stefanowicz · Ewa Swoboda | 42.97    | Espanha · Carmen Marco · Paula García · Paula Sevilla · Jaël Bestué | 43.13    |
| Salto em altura       | Yaroslava Mahuchikh · Ucrânia                                            | 1.97        | Daniela Stanciu · Roménia                                                                 | 1.94     | Nawal Meniker · França                                              | 1.92     |
| Salto com vara        | Wilma Murto · Finlândia                                                  | 4.71        | Tina Šutej · Eslovênia                                                                    | 4.70     | Angelica Moser · Suíça                                              | 4.60     |
| Salto em distância    | Milica Gardašević · Sérvia                                               | 4.71        | Hilary Kpatcha · França                                                                   | 4.70     | Larissa Iapichino · Itália                                          | 4.60     |
| Salto triplo          | Maryna Bekh-Romanchuk · Suécia                                           | 14.58       | Tuğba Danışmaz · Turquia                                                                  | 14.16    | Ottavia Cestonaro · Itália                                          | 14.09    |
| Arremesso de peso     | Auriol Dongmo · Portugal                                                 | 19.07       | Yemisi Ogunleye · Alemanha                                                                | 18.85    | Axelina Johansson · Suécia                                          | 18.32    |
| Lançamento de disco   | Kristin Pudenz · Alemanha                                                | 66.84       | Daisy Osakue · Itália                                                                     | 64.35    | Melina Robert-Michon · França                                       | 64.21    |
| Lançamento de martelo | Sara Fantini · Itália                                                    | 73.26       | Silja Kosonen · Finlândia                                                                 | 72.34    | Malwina Kopron · Polónia                                            | 71.18    |
| Lançamento de dardo   | Līna Mūze · Letônia                                                      | 62.38       | Silja Kosonen · Chéquia                                                                   | 61.75    | Malwina Kopron · Áustria                                            | 60.27    |

Legenda
| Recorde mundial            | Recorde mundial (World record)                     |                       | Recorde africano                      | Recorde africano (African) |                                           | Q | Classificado por posição (Qualified) |
| Recorde dos Jogos Europeus | Recorde dos Jogos Europeus (European Games record) | Recorde da América    | Recorde da América (Americas)         | q                          | Classificado por melhor tempo (Qualified) |   |                                      |
| Melhor marca do ano        | Melhor marca do ano (World leading)                | Recorde asiático      | Recorde asiático (Asian)              | DNS                        | Não largou (Did not start)                |   |                                      |
| Recorde nacional           | Recorde nacional (National record)                 | Recorde europeu       | Recorde europeu (European)            | DNF                        | Não terminou (Did not finish)             |   |                                      |
| Recorde pessoal            | Recorde pessoal do atleta (Personal best)          | Recorde da Oceania    | Recorde da Oceania (Oceania)          | DSQ / DQ                   | Desclassificado (Disqualified)            |   |                                      |
| Recorde da temporada       | Recorde da temporada do atleta (Season best)       | Recorde sul-americano | Recorde sul-americano (South America) | NM                         | Sem marca (No mark)                       |   |                                      |